# 2009 في الكويت

## المناصب
- أمير الدولة : صباح الأحمد الجابر الصباح
- ولي العهد: نواف الأحمد الجابر الصباح
- رئيس الوزراء : ناصر المحمد الأحمد الصباح

## أحداث
- حريق عرس الجهراء
- افتتاح مجمع 360

## وفيات
- ناظم الغبرا - طبيب.
- خالد أحمد المضف - وزير ونائب سابق.
- عبد الله الرشيد سياسي.
- عبد الأمير مطر - مخرج.
- جاسم الصالح - ممثل.
- علي سلطان - ممثل.
- عبد العزيز الفهد - ممثل.
- أحمد عوض - ممثل.
- محمد الأمير - ممثل.
- بدر القطامي - مؤسس.